# Vallis Planck

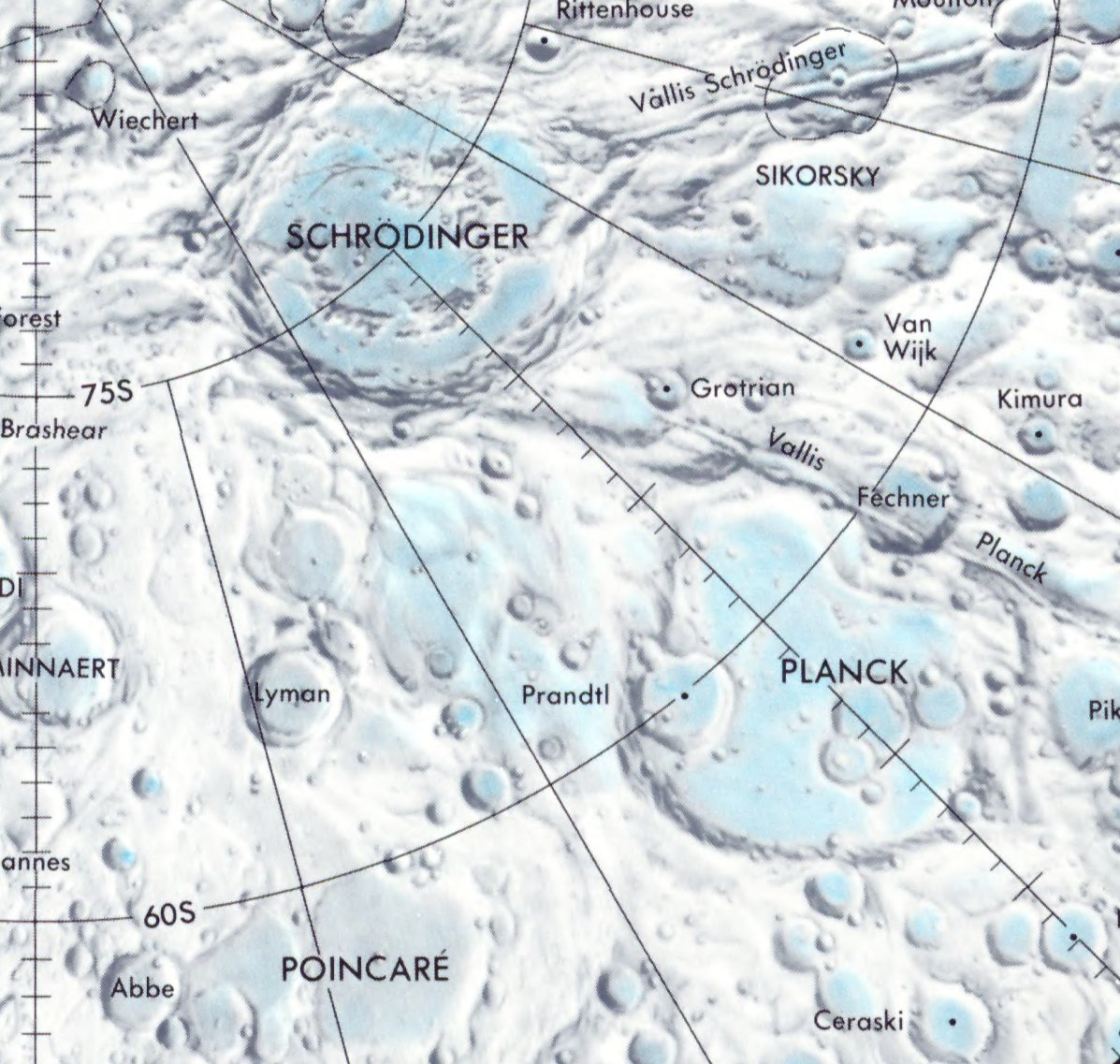

Vallis Planck je dlouhé, lineární údolí o délce 451 km, nacházející se na odvrácené straně Měsíce. Je orientováno radiálně do obrovské Schrödingerovy pánve a bylo pravděpodobně vytvořeno společně s nárazem. Selenografické souřadnice jsou 58,4 ° S A 126,1 ° E.
Jižní okraj je nejblíže u kráteru Schrödinger. Začíná poblíž severovýchodního vnějšího valu kráteru Grotrian. Poté pokračuje na sever až severozápad, kde naruší kráter Fechner. Dále pokračuje do severozápadního okraje kráteru Planck a končí v blízkosti kráteru Pikel'ner K.